# 473
473 (CDLXXIII) je bilo navadno leto, ki se je po julijanskem koledarju začelo na ponedeljek.

## Dogodki
- 1. januar

## Rojstva
- Kavad I., sasanidski kralj kraljev Irana († 531)